# Hanam Chungwŏn
Hanam Chungwŏn (ur. 1876, zm. 22 marca 1951) – współczesny koreański mistrz sŏn.

## Życiorys
Pochodził z rodziny Pang.
Gdy pracował na farmie rolniczej zobaczył pewnego dnia jak właściciel pobił na śmierć jednego z pracowników. To wydarzenie doprowadziło go do zrozumienia ludzkiego istnienia jako cierpienia i postanowił porzucić świat.
Wstąpił do klasztoru Chang w Diamentowych Górach i został nowicjuszem w kapłana Kumwŏla, a potem mnichem w wieku 19 lat. Do 24 r. życia studiował sutry a następnie udał się na południe do klasztoru Haein, aby praktykować sŏn u mistrza Kyŏnghŏ Sŏngu. Pewnego dnia po tym, jak mistrz przytoczył cytat z Sutry Diamentowej Gdy ktoś postrzega wszystkie formy jako nieformy, może wtedy bezpośrednio ujrzeć Tathagatę Hanam został oświecony i napisał następujący wiersz
Błękitne góry u mych stóp, na mej głowie górski szczyt (脚下靑天頭上巒)
Pierwotnie nie ma wewnątrz, na zewnątrz czy w środku.
Kulawy wędruje, niewidomy widzi,
Północna góra bezsłownie odpowiada górze południowej.
Hanam otrzymał od mistrza Kyŏnghŏ przekaz Dharmy i stał się szybko słynnym mistrzem sŏn.
W 1926 r. udał się do klasztoru Sangwon na górze Odae, gdzie zgromadził kilkuset praktykujących. Przez następne 25 lat, aż do swojej śmierci, już nigdy nie opuścił tej góry.
Ponieważ podczas wojny koreańskiej przez górę Odae przechodzili północnokoreańscy szpiedzy, w styczniu 1951 r. armia południowokoreańska postanowiła z przyczyn taktycznych zniszczyć dwa klasztory: Sangwon i Wolchong. Nakazano natychmiast ewakuować się wszystkim mnichom. Hanam postanowił zostać sam. Ostatecznie klasztor został zajęty przez Koreańczyków z północy, ale nie niepokoili oni mistrza i mieli do niego wielki szacunek. Tym niemniej Hanam rozpoczął głodówkę i 22 marca 1951 r. zmarł w pozycji medytacyjnej.

## Nauczanie
Mistrz Hanam był często porównywany z mistrzem sŏn Mangongiem. Od czasów państwa Silli, góry Odae, Sŏrak i inne góry regionu Kangwŏn, nazywano "górami północnymi". Dlatego szkołę Hanama nazywano "szkołą północną". Mangong przebywał w klasztorze Jŭnghae w Yesan, na południu prow. Ch’ungch’ong. Jego szkoła nazywana była "południową".
Atmosfera w klasztorze Sangwon Hanama była spokojna, szczera i cicha. Mistrz opierał się w nauczaniu na sutrach buddyjskich i traktował je z wielkim szacunkiem. Bardzo surowo przestrzegał także wszystkich wskazań i reguł życia klasztornego.

## Linia przekazu Dharmy
Pierwsza liczba to kolejność pokoleń od Mahakaśjapy (1)
Druga liczba, to pokolenia mistrzów od 1 Patriarchy Chin – Bodhidharmy (28/1)
Trzecia liczba, to pokolenia mistrzów koreańskich.
- 63/36/7 Sŏsan Taesa (1520–1604)
  - 64/37/8 P’yŏnyang Ŏngi (1581–1644)
    - 65/38/9 Pungjung Hŏnsim (P’ungdam Ŭisim) (bd)
      - 66/39/10 Wŏldam Sŏlje (bd)
        - 67/40/11 Hwansŏng Chian (bd)
          - 68/41/12 Hoam Chejŏng (bd)
            - 69/42/13 Chŏngbong Kŏan (bd)
              - 70/43/14 Yulbong Chŏngwa (bd)
                - 71/44/15 Kŭmhŏ Pŏpjŏm (bd)
                  - 72/45/16 Yŭngam Pongyu (bd)
                    - 73/46/17 Yŏnwŏl Pongyul (bd)
                      - 74/47/18 Manhwa Posŏn (bd)
                        - 75/48/19 Kyŏnghŏ Sŏngu (1849–1912)
                          - 76/49/20 Yongsong (1864–1940)
                          - 76/49/20 Suwŏl (1855–1928)
                          - 76/49/20 Hyewŏl Haemyong (1861–1937)
                          - 76/49/20 Mangong Wŏlmyŏn (1872–1945)
                          - 76/49/20 Hanam Chungwŏn (1876–1951)